# Ustad Ali Maryam
Ustad Ali Maryam (persan : استاد علی مریم) est un architecte iranien du XIXe siècle.
Il est connu pour sa conception de trois édifices en particulier, tous situés à Kashan:
- Le Borujerdi-ha House (1857)
- La Maison des Tabatabaei (années 1840)[1]
- Caravansérail de Timcheh-vous Amin od-Dowleh (1863)

Le mot ustad signifie maître en persan. Il s'est attribué le nom de "Maryam" lorsqu'il a construit une belle maison pour une femme du nom de "Maryam" à Kashan.
Il est écrit que Ustad Ali Maryam construisait des maquettes modèles des bâtiments qu'il voulait construire.
Il a fallu 18 ans pour construire la résidence Borujerdi. Elle a été bâtie pour accueillir une femme mariée de la  famille  Borujerdi, qui descendait d'une famille riche, les Tabātabāei, pour laquelle Ustad Ali avait construit une maison quelques années plus tôt.
Timcheh-vous Amin od-Dowleh (تیمچه امین‌الدوله; construit en 1863) a été commandité par Mirza Ali Khan, un influent homme d'état de la cour de Qajarid, dont le titre était "Amin-od-dowleh" (homme de confiance de l'Etat) . Le bâtiment est situé dans le Kashan Bazar, où les tapis persans sont encore vendus et échangés. Ustad Ali a également construit une maison et le caravansérail Amin al-Dowleh.